# Porte de Clignancourt (stanice metra v Paříži)

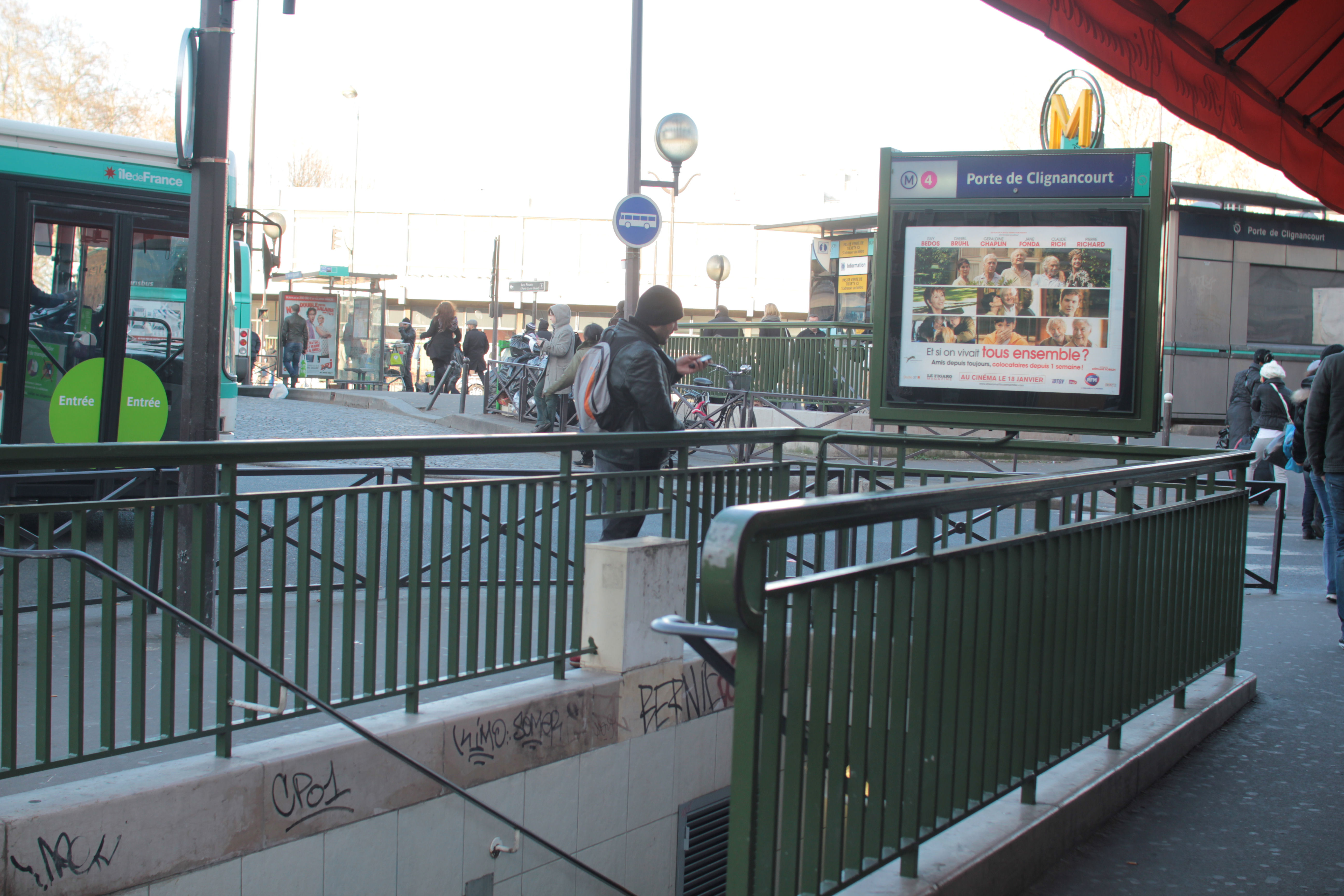
Vstup do stanice

Porte de Clignancourt je konečná stanice pařížského metra na severní větvi linky 4. Nachází se v 18. obvodu v Paříži pod Boulevardem Ornano.

## Historie
Stanice byla otevřena 21. dubna 1908 jako součást prvního úseku linky.

## Další rozvoj
V plánech rozvoje sítě metra na léta 2007–2013 je zahrnuto prodloužení linky 4 z této stanice severním směrem do stanice Mairie de Saint-Ouen.

## Název
Clignancourt byla kdysi vesnice za Paříží, která patřila k opatství Saint-Denis. Ves byla připojena k Paříži v roce 1860. Při stavbě opevnění kolem Paříže v 19. století po ní dostala jméno jedna z bran, kterou procházela cesta z této vesnice. Nyní se takto nazývá stanice metra.

## Vstupy
Stanice má tři východy na Boulevard Ornano před domy č. 79, 80bis a 82.

## Zajímavosti v okolí
- Bleší trh v Saint-Ouen
- Hřbitov Saint-Ouen